# Cis notatus
Cis notatus is een keversoort uit de familie houtzwamkevers (Ciidae). De wetenschappelijke naam van de soort werd in 1904 gepubliceerd door Charles Adolphe Albert Fauvel.